# Hausen an der Aach
Das Dorf Hausen an der Aach ist mit 890 Einwohnern (Stand: 31. Dez. 2023) der kleinste Stadtteil von Singen (Hohentwiel) im Landkreis Konstanz in Baden-Württemberg und lag bis zur Begradigung der Radolfzeller Aach tatsächlich an der Aach.

## Geschichte
Auf der Gemarkung von Hausen an der Aach wurde eine römische Fundmünze entdeckt, sie datiert in die Nachlimeszeit zwischen 306 und 317 n. Chr.
Hausen an der Aach, im 14. bis 16. Jahrhundert auch Hausen unter Krähen genannt, wurde 787 als Usa erstmals erwähnt. Hier hatte das Kloster St. Gallen, später das Kloster Reichenau Besitz. Ebenso wie seine Nachbarn gehörte auch Hausen verschiedenen Herrschaften, bevor der Ort 1544 von den Herren von Friedingen an die Stadt Radolfzell verkauft wurde. Von 1703 bis 1759 gehörte Hausen den Freiherren von Alten-Summerau und Praßberg. Die Hochgerichtsbarkeit oblag bis 1805 der Landgrafschaft Nellenburg, bis zum Übergang an Württemberg. 1810 kam Hausen an Baden und wurde dem Bezirksamt Stockach unterstellt. Ab 1813 gehörte der Ort zum Bezirksamt Radolfzell und nach dessen Auflösung 1872 kam Hausen zum Bezirksamt Konstanz.
Am 1. Dezember 1971 wurde die selbstständige Gemeinde Hausen an der Aach in die Stadt Singen (Hohentwiel) eingemeindet.

### Einwohnerentwicklung
Die folgende Tabelle zeigt die Einwohnerentwicklung von Hausen seit 2002 bis heute:
| Jahr                        | 2002  | 2003 | 2004  | 2005 | 2006  | 2007 | 2008  | 2009  | 2010  | 2011 | 2012 | 2013 |
| --------------------------- | ----- | ---- | ----- | ---- | ----- | ---- | ----- | ----- | ----- | ---- | ---- | ---- |
| Einwohnerzahl (am 31. Dez.) | 674   | 678  | 675   | 683  | 675   | 688  | 667   | 654   | 648   | 700  | 738  | 768  |
| Änderung zum Vorjahr        | k. A. | 4    | −3    | 8    | −8    | 13   | −21   | −13   | −6    | 52   | 38   | 30   |
| Änderung in %               | k. A. | 0,59 | −0,44 | 1,19 | −1,17 | 1,93 | −3,05 | −1,95 | −0,92 | 8,02 | 5,43 | 4,07 |

## Politik

### Ortsvorsteherin
Ortsvorsteherin von Hausen an der Aach ist Claudia Ehret (Stand 2021).

### Wappen
Das Wappen der ehemaligen Gemeinde Hausen an der Aach zeigt in Gold ein achtspeichiges schwarzes Rad mit [sechzehn] Zacken.

## Sehenswürdigkeiten
- Pfarrkirche St. Agatha und Katharina

## Persönlichkeiten
- Joseph König (1819–1900), Theologe und Historiker
- Friedrich König (1857–1935), Politiker